# Batalla de la vall del Tollense
El camp de batalla de la vall de Tollense [Tollensetal] és un jaciment arqueològic de l'edat del bronze que es troba a Mecklenburg-Pomerània Occidental (Alemanya). L'indret s'estén al llarg de la vall del Tollense, a la vora del riu, i és a l'est de Weltzin, als municipis de Burow i Werder, al Districte dels llacs de Mecklenburg. El riu Tollense desemboca en el Peene, a Demmin, que, al seu torn, mor a la mar Bàltica. Segons les restes trobades, es pot rastrejar per primera vegada un important conflicte armat en l'edat del bronze del nord d'Europa. La batalla de Tollense ha estat datada per radiocarboni cap a l'any 1250 abans de la nostra era.

## Context històric
Al Mediterrani oriental es produïren grans invasions i migracions durant un llarg període (com ara els pobles de la mar, aproximadament entre els anys 1194 i 1186 ae), que destruïren l'ordre polític i cultural de la zona (Edat fosca grega, cap al 1200 ae, que comença amb el final del període micènic).
Això donà lloc a una reorganització geopolítica que també influí en les rutes comercials tradicionals de la Mediterrània a la Bàltica. Al nord d'Alemanya es trobaven vies fluvials que conduïen al sud seguint els rius Peene i Tollense fins al Havel, i rutes comercials que anaven des de l'est fins a la península de Jutlàndia i l'actual Baixa Saxònia. En aquesta zona s'encreuaren diferents cultures i grups: de l'edat del bronze nòrdica, a l'oest el grup de Luneburg i, en els contraforts orientals, la cultura lusaciana. És el període entre el bronze mitjà i tardà. L'edat del bronze final comença a partir del 1300 ae amb la cultura lusaciana o la seua contrapart occidental, la cultura dels camps d'urnes. Thomas Terberger (2019) i el seu grup de treball interpretaren les troballes com a indicis que els guerrers que van participar en la batalla procedien, almenys en part, del sud d'Europa Central.

## Estudi
Un conservador de jaciments voluntari informà el 1996 del descobriment d'un húmer humà amb una punta de sageta de sílex incrustada que havia descobert des d'una barca durant una temporada de sequera a la riba del Tollense. Aquest any es feren les primeres recerques arqueològiques als voltants de la troballa, i hi aparegueren ossos d'animals i humans. En els anys següents es va descobrir una maça de freixe, una arma d'impacte en forma de martell feta de fusta d'aranyoner i altres restes òssies.
L'àrea ha estat estudiada sistemàticament des del 2007 sota la direcció de l'Oficina Estatal de Cultura i Conservació de Monuments, l'Oficina Estatal de Conservació de Monuments de Baixa Saxònia i la Universitat de Greifswald. Els bussos de l'Associació Estatal d'Arqueologia Subaqüàtica han registrat el fons i el banc del Tollense, i s'hi han trobat més restes d'esquelets. La prospecció de la zona i les troballes la va realitzar al 2009 el Ministeri de Cultura de Mecklenburg-Pomerània Occidental i ha estat finançada des del 2010 per la Societat Alemanya de Recerca. Les prospeccions in situ investigaren l'extensió del jaciment i descobriren el lloc principal sota una capa de torba d'un metre de gruix. S'hi va trobar una àrea de més de 400 m² només en el jaciment principal. S'hi feren prospeccions amb detectors de metalls. També s'examinà la major part del material dipositat en la ribera durant el dragatge del Tollense.
L'Institut Geogràfic de la Universitat de Greifswald va realitzar estudis sobre l'evolució de la vall del Tollense per a determinar-ne el curs anterior. La zona s'escanejà amb làser. Les restes òssies s'estudiaren en la Universitat de Rostock.

## Terreny
El jaciment s'estén uns centenars de metres a banda i banda del riu. En aquesta zona, el Tollense serpenteja en una vall prou estreta entre prades. En els darrers mil·lennis, el curs del riu ha canviat relativament poc. Durant l'edat del bronze, el paisatge fluvial era més obert. La influència humana era escassa.

## Resultats
Quan s'examinaren les restes òssies, a principis del 2011, es van identificar almenys 83 persones. Al febrer del 2015, es feu un recompte mínim de 125 individus en funció dels ossos de la cuixa; el 2017 ja hi havia 140 individus i 12.000 ossos humans. La majoria són restes d'homes joves. El nombre de morts es calcula entre 750 i més de 1.000. La datació per radiocarboni confirmà que els ossos daten del 1300 a 1250 abans de la nostra era: :277  dels més de 40 cranis humans, alguns tenen rastres de ferides de combat. Hi ha una punta de sageta de bronze incrustada en un crani. Algunes puntes de fletxa d'aquest tipus, en contrast amb les troballes de puntes de fletxa de sílex i maces de fusta, suggereixen que dos grups equipats de manera diferent s'enfrontaren ací. El nombre total de combatents podria haver estat entre 4.000 i més de 5.000. Encara no s'han trobat espases al camp de batalla, però se n'han trobat a prop del Tollense, a Golchen i a Wodarg de Werder (a prop d'Altentreptow). :278  En examinar els ossos humans, però, es van trobar molts talls i cops que semblaven fets amb espases. Almenys alguns dels combatents anaven a cavall, com demostren els ossos d'almenys quatre cavalls. La posició de la punta de la fletxa en l'húmer que es trobà primer suggereix que un arquer que lluitava a peu va ferir un genet. Com que gairebé no es van descobrir altres objectes, a part de puntes de sageta individuals entre els ossos, es pot suposar un saqueig dels morts després de la batalla. És probable que els vencedors llançassen els morts al riu. Atès que les restes ja no es trobaven associades de manera anatòmica, degueren ser desplaçades pel riu fins que van ser cobertes per una capa de torba en la zona de sedimentació i així es van preservar. Durant les recerques del 2016, es trobaren 31 objectes al Tollense que s'atribueixen a les pertinences personals d'un guerrer. Aquests incloïen una caixa de cinyell adornada, tres agulles de túnica i puntes de sageta. Segons aquests articles, el guerrer podria provenir del sud d'Alemanya, i hi ha cada vegada més indicis que alguns guerrers provenien del sud d'Europa Central. Segons el prehistoriador Thomas Terberger de la Universitat de Gotinga, aquest és «el primer descobriment d'objectes personals en el camp de batalla que […] dona una idea de l'equipament d'un guerrer».
Segons l'estudi de les restes òssies dut a terme en la Universitat d'Aarhus, es creu que eren membres de dos grups diferents. A vegades semblava que els combatents d'una de les dues parts no procedien pas de la regió perquè s'alimentaven parcialment de mill. Després s'ha refutat la hipòtesi que el mill no estava molt estès al nord. Amb recerques paleogenètiques i l'anàlisi d'isòtops d'estronci de les dents, segons l'arqueòleg Detlef Jantzen, no s'han pogut obtenir conclusions de confiança sobre l'origen dels combatents. No obstant això, el fet que fins a 5.000 combatents, en la majoria joves, fossen organitzats, alimentats i dirigits en una zona amb una mitjana de cinc habitants per quilòmetre quadrat, segons Jantzen, és un assoliment sorprenent que només podria explicar-se per l'existència d'un govern central a la regió. Els habitants podrien haver bloquejat el pont sobre el Tollense, de la qual cosa es té constància, per restes arqueològiques, d'haver-ho defensat contra una força que avançava des de l'oest. Segons una hipòtesi, una ruta comercial podria haver passat pel pont, en què es comerciava amb articles de luxe i d'importància estratègica, com ara l'estany per a la producció de bronze. La batalla succeí en una cruïlla de rutes terrestres i aquàtiques en la fase crítica de finals de l'edat del bronze al voltant del 1250 ae, en què el metall al nord es va fer escàs a causa de l'aparent col·lapse del comerç a llarga distància i a Mecklenburg, com en tota l'Europa centre-nord, aparentment es va iniciar un empitjorament del clima. En aquesta situació de disputa intensificada per l'escassetat de recursos, les formes d'organització i estructures de poder per a una guerra estaven presents al centre-nord d'Europa, encara que no arribàs a la magnitud de la batalla de Cadeix, quasi simultània, la segona gran batalla coneguda d'aquests anys (1274 ae).:280 s.

Patrons de lesions òssies i les seues ubicacions, que es van trobar en els morts en el camp de batalla de la vall del Tollense
- cercle blau: lesió produïda per element rom contundent;
- asterisc vermell: lesió produïda per element tallant, ferides per arc i fletxa;
- triangles blaus: lesió produïda per element punxant;
- quadrat negre: rastres de talls;
- diamant verd: lesió produïda per element rom, ferida per cop;
- triangle gris transparent: lesions sense especificar

## Troballes de metall
Després que es trobàs un anell en espiral daurat a la riba del Tollense el 2010, al juny de 2011 se'n trobà un altre semblant de 2,9 cm de llarg i un pes de poc menys de deu grams. A l'agost del mateix any, a més de quatre corrons en espiral de bronze, una forma típica de joieria de l'edat del bronze, hi aparegueren altres dos anells enrotllats en espiral fets de filferro de quatre mil·límetres de gruix. El material n'era estany, mitjançant anàlisi de difracció de raigs X. Per la seua importància com a matèria primera en la producció de bronze i per la seua raresa, els dos anells de peltre són de gran importància. Aquestes són les troballes d'estany més antigues d'Alemanya fins hui. La troballa més propera, de Hallstatt a Àustria, és uns 600 anys posterior. Fins ara, s'han trobat unes 50 puntes de sageta de bronze. Les restes conservades de les fletxes de fusta permeteren datar més d'un terç de les puntes del mateix període dels ossos.

## Interpretacions i hipòtesis dels fets de la vall del Tollense
Si la guerra es defineix com un acte intencional d'un grup majoritàriament organitzat contra un altre grup, que fa ús potencial o real de la força, la «batalla de la vall de Tollense» és un enfrontament violent entre gent així. D'una manera tan general i, per tant, vàlida per a societats amb dispars estats de diferenciació i desenvolupament, defineix l'antropòleg cultural estatunidenc Richard Brian Ferguson (1984) els conflictes armats. Les proves de nombroses ferides en els ossos, les troballes d'armes (maces de fusta, puntes de sageta de sílex i de bronze), a més d'una prevalença d'homes joves entre les víctimes, dona indicis que es tracta de les restes d'un violent conflicte grupal de l'edat del bronze. Els antecedents i la motivació d'aquesta acció continuen sent hipotètiques.(3)

### Hipòtesi d'invasió de grups externs de la regió
Inicialment, els investigadors van assumir, segons la seua hipòtesi, que els atacants eren grups que venien del sud i atacaven els pobladors del Tollense. La hipòtesi va sorgir després de l'anàlisi d'isòtops de les dents dels morts: alguns combatents s'havien alimentat amb mill durant molts anys, sobre l'anàlisi de la proporció d'isòtops δ13C en els ossos dels morts. Al principi, els arqueòlegs pensaven que aquest tipus de gra no es coneixia en l'àrea propera a la mar Bàltica en l'edat del bronze mitjà. Aquest enfocament, però, es descartà pels nous descobriments que mostraven l'existència de mill a la zona.

### Hipòtesi de la lluita per les rutes comercials
Una estructura de fusta excavada al Tollense, que s'interpretà com un pont, proposà la idea d'una guerra comercial en l'edat del bronze. Una ruta comercial en què es traficava amb béns com l'estany, necessari per a la producció de bronze, degué donar lloc a violents enfrontaments. Potser el motiu de la lluita entre els dos grups fora el comerç a llarga distància. S'assumeix que hi hauria una cruïlla de dues rutes comercials, un encreuament d'una ruta est-oest per terra i una ruta nord-sud sobre el Tollense, la qual cosa li donaria a la zona una importància estratègica, i on finalment es creà una situació d'enfrontament. En l'àrea del jaciment Kessin 12, a la plana al·luvial de la vall oriental, es va descobrir una estructura lineal de més de 100 m de llarg, amb recerques geomagnètiques; la troballa s'interpretà com una ruta que podria vincular-se amb l'horitzó del camp de batalla. Segons la hipòtesi actual, potser la lluita començà en la cruïlla i després es desplaçà cap al nord. La ruta descoberta a la vall del Tollense ofereix una primera vista de la xarxa de rutes terrestres de la primeria de l'edat del bronze a la zona del sud de la mar Bàltica.
Un examen genètic realitzat per Christian Sell de l'ADN antic el 2017 mostrà que les víctimes de la derrota no diferien massa genèticament entre si. Tot i que també es van identificar algunes desviacions genètiques (valors atípics), les troballes no es desviaven de la imatge genètica d'Europa Central en l'edat del bronze.